# William Pogue
William Reid Pogue (Okemah, 23 januari 1930 – Cocoa Beach, 3 maart 2014) was een Amerikaans ruimtevaarder.
Pogue vloog aan boord van Skylab-4. Hij werd op 16 november 1973 gelanceerd met een Saturnus IB-raket. Tijdens de missie werden er experimenten uitgevoerd aan boord van het ruimtestation Skylab. Ook werd de komeet Kohoutek uitgebreid geobserveerd.
Tijdens zijn missie maakte hij twee ruimtewandelingen. Skylab-4 was zijn enige ruimtevlucht. In 1975 verliet hij NASA en ging hij als astronaut met pensioen. Hij overleed in 2014.